# Les Clowns sacrés
Les Clowns sacrés (titre original : Sacred Clowns) est un roman policier de Tony Hillerman paru en 1993.

## Résumé
Le roman parle des koshares, des poupées kachinas utilisées par les Indiens Pueblos dans leur religion. Jim Chee est encore en formation pour devenir Hatałii quand il est appelé à travailler avec Joe Leaphorn pour résoudre l'assassinat d'un enseignant tué dans une mission. Les officiers de police Leaphorn et Chee découvrent bientôt que l'enseignant assassiné était homosexuel. La violence, bien loin de se calmer, s'intensifie et les meurtres se multiplient, notamment au cours des cérémonies de la danse des clowns sacrés. 
En parallèle, le récit développe la relation amoureuse entre Jim Chee et l'avocate Janet Pete.

## Honneurs
Le roman est nommé pour le prix Anthony du meilleur roman en 1994.